# Dom na głowie
Dom na głowie – polski serial dla młodzieży wyprodukowany w 1990 roku przez Centralną Wytwórnię Programów i Filmów Telewizyjnych „Poltel”. Pierwsza emisja miała miejsce 29 stycznia 1991.

## Lista odcinków
1. Dlaczego panią Ciszewską biorą diabli?
2. Urodzeni w niedzielę
3. Wizyta starego Ramola
4. Portki dla Twardowskiego
5. Warkocz komety
6. Bicie małego dzwonu
7. Świat lubi ludzi, którzy lubią świat

## Obsada
- Monika Stefanowicz (Jana)
- Michał Staszczak (Rafał)
- Sylwia Kędzierska (Agata)
- Grażyna Barszczewska (mama)
- Wojciech Duryasz (tata)
- Wiesław Drzewicz (Pan Traffko)
- Henryk Machalica (ordynator)
- Katarzyna Kozłowska (Mirka)
- Jarosław Szmidt (Henio Królik)
- Grzegorz Marcinkowski (Mariusz)
- Grzegorz Wons (stary ramol)
- Zofia Merle (Kapuścińska)
- Beata Tyszkiewicz (woźna szkolna)
- Marta Żak (wuefistka)
- Marta Dobosz (mama Kasi)
- Wojciech Skibiński (pan od fizyki)
- Antonina Girycz (pani Popławska)
- Andrzej Szenajch (dozorca)
- Kazimierz Wysota (Tomasz)
- Hanna Stankówna (pani Ciszewska)
- Maciej Góraj (Glendzion)
- Grzegorz Warchoł (redaktor Mrozik)
- Wiktoria Padlewska (Klaudia)
- Krzysztof Szumański (Gruszka)
- Barbara Franke (Kasia)
- Agata Stypuła (dziewczyna z psem)
- Magdalena Świech (mała harcerka)
- Mariusz Krzemiński (Rajmund)
- Tomasz Marzecki

## Fabuła
Serial oparty na powieści Krystyny Siesickiej „Fotoplastykon” opowiada o rodzeństwie Agacie, Rafale i Janie. Gdy Jana podczas treningu na pływalni ulega wypadkowi zostaje na długi czas unieruchomiona we własnym łóżku. Pod nieobecność zapracowanych rodziców staje się powiernicą Agaty i Rafała. Rodzeństwo po powrocie ze szkoły opowiada siostrze najróżniejsze historie jakie wydarzyły się w ostatnim czasie na podwórku i w szkole. 